# Twice
Twice (кор. 트와이스, яп. トゥワイス; часто стилизуется как TWICE) — южнокорейская гёрл-группа, сформированная в 2015 году компанией JYP Entertainment через реалити-шоу «Шестнадцать» (англ. Sixteen). Коллектив состоит из девяти участниц: Чихё (она же лидер), Наён, Чонён, Момо, Саны, Мины, Дахён, Чхэён и Цзыюй. Дебют состоялся 20 октября 2015 года с мини-альбомом The Story Begins.
Популярность коллектива значительно возросла весной 2016 года с выходом сингла «Cheer Up»: сингл дебютировал с первого места цифрового чарта Gaon и стал самым успешным среди синглов всех исполнителей, выпущенных в тот же год. Песня дважды становилась «Песней Года» на двух главных музыкальных премиях — Mnet Asian Music Awards и Melon Music Awards. Их последующий сингл «TT» с третьего мини-альбома TWICEcoaster: Lane 1 оставался на вершине того же чарта на протяжении четырёх недель. Альбом также стал самым продаваемым за год среди женских корейских групп (на конец года количество проданных копий составило более 350 тысяч). Менее, чем за 19 месяцев после дебюта Twice продали более 1,2 миллиона своих альбомов на территории Кореи.
Японский дебют состоялся 28 июня 2017 года под лейблом Warner Music Japan со сборником хитов #Twice. Альбом дебютировал на 2 месте в альбомном чарте Oricon, менее чем за неделю было продано 136 157 копий, что ознаменовало наивысший показатель продаж среди корейских артистов на японском рынке за первые семь дней за последние два года. 18 октября был выпущен первый оригинальный японский сингл «One More Time». Продав более 250 тысяч копий, Twice стали первой корейской женской группой, которая за один календарный год получила платиновую сертификацию от RIAJ как за CD-сингл, так и за альбом. По итогам 2017 года в рейтинге Billboard Japan группа заняла третье место в списке лучших артистов.
По данным на март 2019 года, суммарные продажи Twice в чартах Gaon и Oricon составляют более 5 миллионов копий, что делает их самой продаваемой корейской женской группой. После релиза седьмого мини-альбома Fancy You Twice стали самой продаваемой корейской женской группой за всё время с продажами более трёх миллионов и 750 тысяч копий, побив рекорд S.E.S., которая удерживала его в течение двадцати одного года.

## Название
Название группы Twice (стилизуется как TWICE) было придумано основателем JYP Entertainment Пак Чин Ёном. Он объяснил: «Группа будет касаться сердец людей дважды, один раз через уши и ещё раз через глаза».

## Карьера

### Предебют: Новая женская группа «6mix» от JYP иSixteen

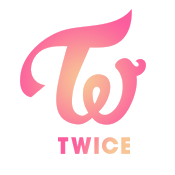
Логотип Twice, представленный на шоу «Sixteen»

19 декабря 2013 года лейбл JYP Entertainment объявили, что дебютируют новую женскую группу в первой половине 2014 года, первую со времён дебюта miss A в 2010 году. 27 февраля 2014 года трейни JYP Лена и Сесилия были подтверждены как официальные участницы новой группы, и позже появились слухи, что в состав войдут также Наён, Чонён, Чису (позже Чихё) и Минён. После ухода Сесилии её заменила Сана, и «6mix» должны были дебютировать, однако Лена также ушла, и дебют группы был отменён.
11 февраля 2015 года Пак Чинён объявил, что группа будет набрана путём шоу на выживание «Sixteen», которое будет транслироваться на телеканале Mnet позже в том же году. На пресс-конференции в честь шоу Чинён объяснил, что надеется, что будущая группа «будет иметь что-то от Wonder Girls, естественность miss A, здоровые чувства и острую, дикую сторону. Я хочу обновить следующую группу хип-хопом и рэпом».
Шоу началось 5 мая, в нём принимали участие шестнадцать девушек из Кореи, Японии, Таиланда и Канады. В состав Twice должны были войти семь девушек, по результатам проекта ими стали Наён, Чонён, Сана, Чихё, Мина, Дахён и Чхэён. В самом конце шоу JYP объявили, что группа будет состоять не из семи, а из девяти участниц и добавили ещё двух. Ими стали Цзыюй и Момо. Цзыюй была самой популярной участницей с момента окончания шоу, а Момо была исключена из проекта и добавлена за счёт своих хороших танцевальных способностей на выступлениях. Затем люди очень долго обсуждали решение JYP о добавлении новых участниц.
Дебютировать TWICE должны были позже в октябре.
10 июля был создан официальный аккаунт группы в Instagram, где было опубликовано первое фото со всеми участницами вместе. JYP выпустили TwiceTV, небольшое шоу о жизни девочек, включающее в себя их интервью и рассказы о том, как они готовились к дебюту.

### 2015: Дебют сThe Story Begins

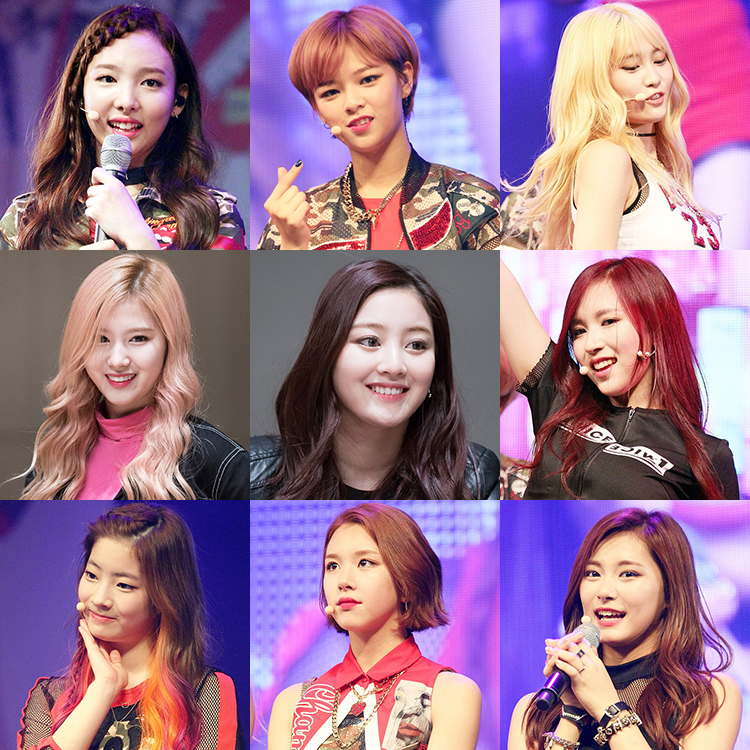
Twice на дебютном шоукейсе, октябрь 2015 года

7 октября 2015 года JYP запустил официальный сайт группы, и через социальные сети было объявлено, что группа дебютирует с мини-альбомом The Story Begins, а заглавной песней была выбрана «Like OOH-AHH». Трек был описан как «яркий поп» с элементами хип-хопа, рока и R&B. Композиторами заглавного сингла выступила команда Black Eyed Pilseung, которые в том же году выпустили трек для miss A «Only You». 20 октября состоялась премьера альбома и видеоклипа. В тот же день группа исполнила свой заглавный сингл вместе с танцевальными треками «Must Be Crazy» и «Do It Again». Менее, чем за пять месяцев клип набрал свыше 50 миллионов просмотров, став самым просматриваемым дебютным видео из всех корейских поп-коллективов. 3 ноября было дано официальное название фан-клуба TWICE — «ONCE».
По данным на декабрь, группа подписала контракты с 10 рекламными компаниями и заработала 1,8 миллиарда вон. 27 декабря TWICE выступили на SBS Gayo Daejeon с ремикс-версией песни «Like OOH-AHH».

### 2016:Page TwoиTWICEcoaster: LANE 1

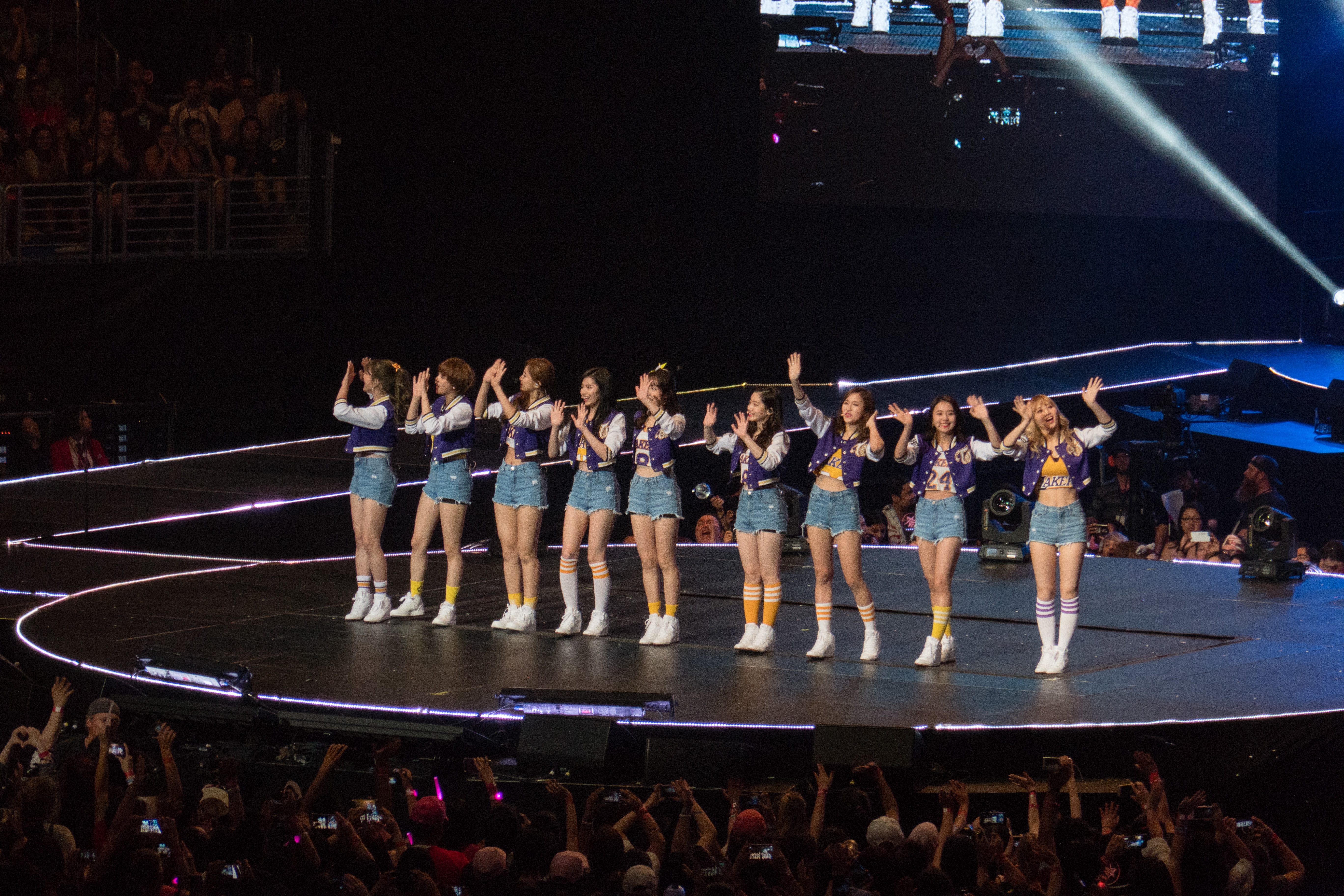
TWICE на KCON в Лос-Анджелесе, июль 2016 года

Второй мини-альбом Page Two был выпущен 25 апреля 2016 года. Пластинка содержит трек «Cheer Up», песню «Precious Love», являющуюся ремейком Пак Чиюн, и «I’m Gonna Be A Star», которая использовалась в качестве музыкальной темы для шоу «Sixteen». В тот же день состоялось официальное возвращение группы и шоукейс в Yes24 Live Hall в Сеуле. Музыкальное видео на заглавный сингл набрало свыше 10 миллионов просмотров меньше, чем за пять дней. 5 мая TWICE выиграли свою первую телевизионную награду с момента дебюта на музыкальном шоу M!Countdown. Далее последовали победы на Music Bank и Inkigayo. Всего за промоушен с «Cheer Up» TWICE одержали 11 побед.
16 августа было объявлено, что Page Two разошёлся тиражом свыше 150 тысяч проданных копий, сделав TWICE первой женской группой, чей альбом был продан в количестве свыше 100 тысяч копий до конца года.
23 сентября TWICE объявили о своих двух официальных цветах — абрикосовом и неоно-малиновом. Пять дней спустя JYP Entertainment выпустили анонс о том, что TWICE активно готовятся к октябрьскому камбэку с новым мини-альбомом и их третий заглавный трек снова будет написан командой Black Eyed Pilseung, однако точной даты возвращения девушек на сцену агентство не назвало. 10 октября JYP Ent. опубликовали расписание для третьего мини-альбома TWICEcoaster: LANE 1. Согласно этому расписанию выпуск нового альбома и клипа на заглавную песню был намечен на 24 октября. 19 октября TWICE выпустили официальный лайстик для своего фандома «Candy Bong», название которого было навеяно песней «Candy Boy» из дебютного мини-альбома группы The Story Begins. В честь первой годовщины после дебюта TWICE представили свою новую песню «One in a Million» в прямом эфире трансляции на Naver V Live 20 октября в 22:30 по корейскому времени.
24 октября TWICE выпустили третий мини-альбом и клип на заглавную песню «TT», который за сутки набрал 5,9 млн просмотров на YouTube. В тот же день TWICE провели шоукейс, на котором выступили с «One in a Million», «TT» и «Jelly Jelly». 11 ноября музыкальный клип на песню «Like OHH-AHH» преодолел отметку в 100 миллионов просмотров на YouTube, что сделало TWICE четвёртой женской K-pop группой, добившейся такого результата, и первой K-pop группой, набравшей такое количество просмотров на дебютном клипе. А спустя шесть дней и клип на песню «Cheer Up» набрал 100 миллионов просмотров. Среди корейских групп это рекорд в скорости достижения 100 миллионов просмотров (6 месяцев и 23 дня).
19 ноября группа выиграла в номинации «Песня года» на ежегодной премии Melon Music Awards, что стало их первым тэсаном, или высшей наградой, с момента своего дебюта. 2 декабря вновь победили в номинации «Песня года» на Mnet Asian Music Awards. 19 декабря состоялся релиз рождественской версии альбома TWICEcoaster: Lane 1.

### 2017:TWICEcoaster: Lane 2, первый тур,Signal,Twicetagramи японский дебют

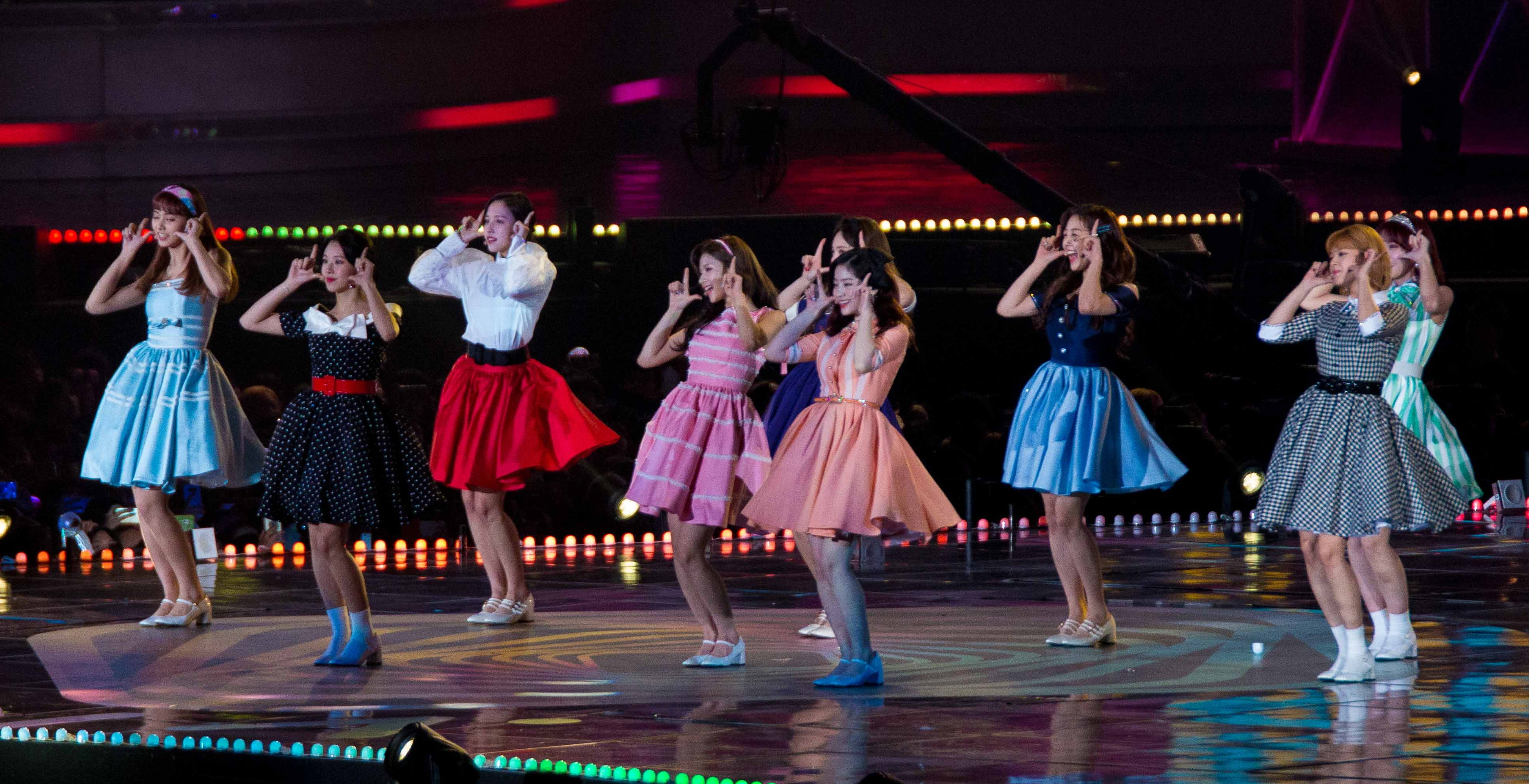
TWICE на MelOn Music Awards, декабрь 2017 года

3 января 2017 года видеоклип на сингл «TT» преодолел порог в 100 миллионов просмотров на YouTube, тем самым установив новый рекорд (потребовалось 72 дня), который ранее принадлежал видеоклипу «Cheer Up»; также Twice стали первой женской k-pop группой, у которой все видеоклипы с момента дебюта достигли подобного результата. 6 января одержали очередную победу с синглом «TT» несмотря на то, что промоушен был завершен в декабре 2016 года. В общей сложности с «TT» они одержали 13 телевизионных побед, что является рекордом в их карьере.
С 17 по 19 февраля группа провела свои сольные концерты в рамках тура Twice 1st Tour: Twiceland The Opening в Сеуле. 20 февраля состоялся выход альбома TWICEcoaster: Lane 2, и премьера видеоклипа на главный сингл «Knock Knock». За первые сутки он набрал более 9 миллионов просмотров, став самым просматриваемым клипом среди женских корейских коллективов. После выхода Lane 2 было объявлено, что за неделю с предзаказа было продано более 310 тысяч копий. 24 февраля было объявлено, что 28 июня состоится официальный дебют группы в Японии. Они выпустили сборник #TWICE, состоящий из 10 песен и включающий в себя корейскую и японскую версии «Like Ohh-Ahh», «Cheer Up» и «TT», «Knock Knock» и «Signal». Также было подтверждено, что группа посетит ряд японских программ, чтобы дать интервью.
15 мая состоялся релиз четвёртого мини-альбома Signal, автором и продюсером главного сингла выступил Пак Чин Ён. 20 мая количество просмотров видеоклипа «Knock Knock» перешагнуло отметку в 100 миллионов. 25 мая количество просмотров на видеоклипе «TT» перешагнуло 200 миллионов, что сделало Twice первой женской корейской группой, достигшей подобной отметки. 8 августа «Cheer Up» также достиг подобного результата. Кроме того, суммарные продажи всех альбомов превысили 1 миллион и 200 тысяч копий.
18 октября был выпущен первый японский сингл «One More Time». 30 октября состоялся релиз первого полноформатного альбома Twicetagram. 11 декабря было выпущено рождественское переиздание Merry & Happy.

### 2018:Candy Pop,What Is Love?,Wake Me Up,Summer NightsиBDZ

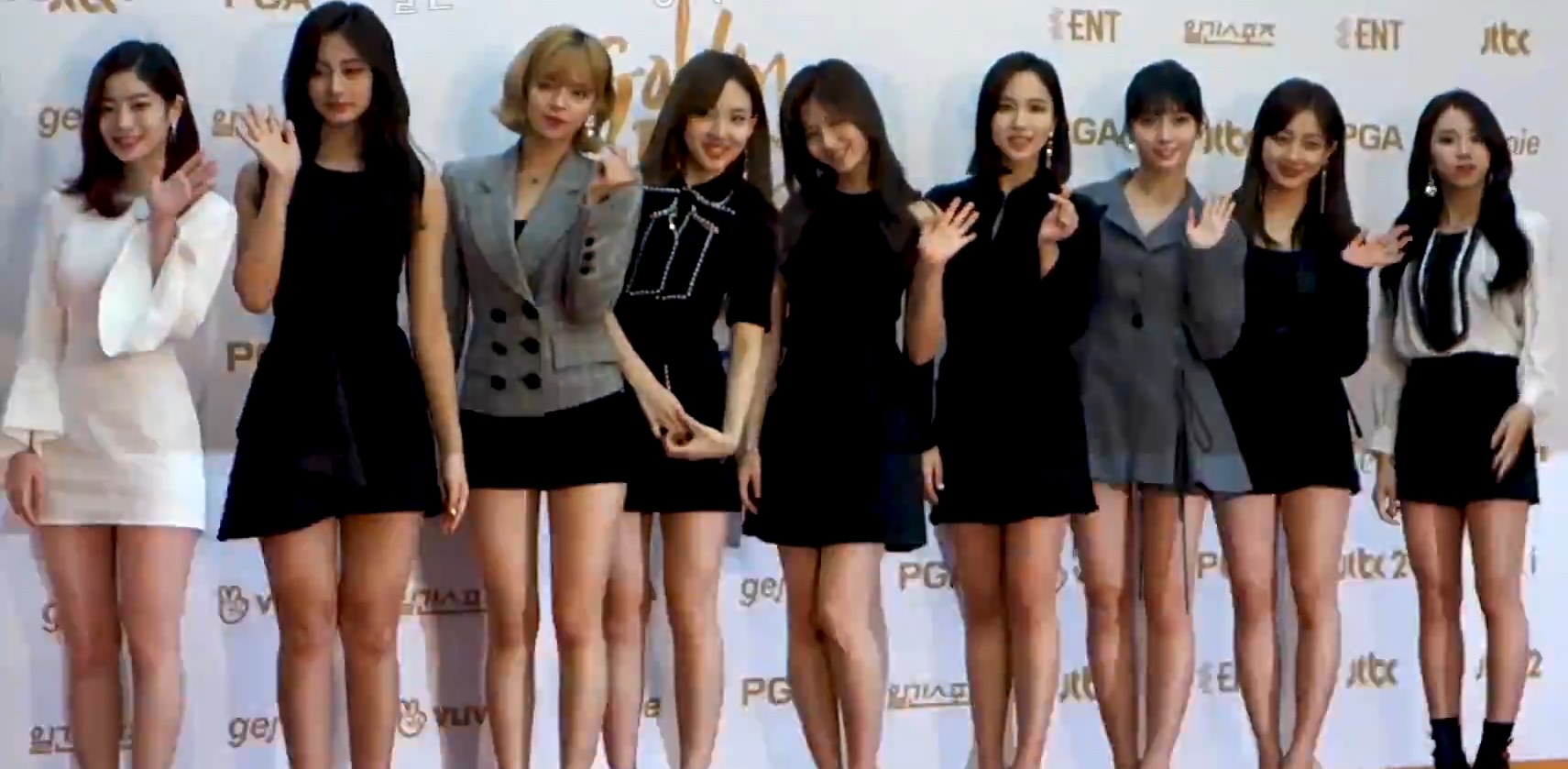
TWICE на Golden Disk Awards, январь 2018 года

12 января 2018 года состоялся пре-релиз нового японского сингла «Candy Pop», выход на CD состоялся 7 февраля. Продажи в первый день составили 117 486 копий, что стало лучшим результатом для всех корейских женских групп, когда-либо дебютировавших на японском рынке. Согласно японскому Billboard, предзаказы также превысили порог в 300 тысяч копий. С 19 января по 1 февраля группа также провела ряд японских шоукейсов Twice Showcase Live Tour 2018 «Candy Pop» в рамках промо-кампании нового релиза.
9 апреля был выпущен пятый мини-альбом What Is Love?. 16 мая состоялся релиз третьего японского сингла «Wake Me Up». Также объявлена коллаборация Twice со спортивным брендом Nike. С 18 по 20 мая Twice провели серию концертов TWICELAND ZONE 2 : Fantasy Park в Сеуле. Это были первые корейские концерты группы за последние 11 месяцев. 30 мая было анонсировано, что Twice также выпустят саундтрек «I Want You Back» для японского фильма «Учитель-повелитель», релиз которого состоялся 1 августа.
9 июля было выпущено специальное переиздание What Is Love? — Summer Nights, что также ознаменовало первый летний релиз группы. За первые 24 часа с момента выпуска видеоклип «Dance The Night Away» набрал более 20 миллионов просмотров, что стало лучшим результатом в карьере Twice и вторым лучшим среди женских корейских групп. Согласно данным альбомного чарта Hanteo, за первый день продажи переиздания составили 33 665 копий, что является третьим лучшим результатом среди женских групп за первую половину 2018 года и лучшим результатом для репак-альбома среди всех женских групп.
12 сентября Twice выпустили свой первый полноформатный японский альбом BDZ. По результатам продаж за первую неделю и за месяц в целом он стал № 1 в японском альбомном чарте, а также получил платиновую сертификацию за 250 тысяч проданных копий. 18 октября стало известно, что в 2019 году Twice отправятся в свой первый японский Доум-тур, и станут первой женской корейской группой, которая проведёт концерты исключительно на крупнейших площадках Японии. Они также станут лишь третьей корейской женской группой (после Girls’ Generation и KARA), выступившей в Токио Доум, и первой среди третьего поколения к-попа.
20 октября, в день третьей годовщины группы со дня дебюта были опубликованы тизеры к предстоящему шестому мини-альбому Yes or Yes, релиз которого состоялся 5 ноября. 22 октября состоялся предварительный релиз нового японского сингла «Stay By My Side», который войдёт в расширенное издание BDZ; выход состоялся 26 декабря. 12 декабря было выпущено специальное новогоднее переиздание The Year of ‘Yes’, промоушен не проводился.

### 2019:#TWICE2,Fancy You, мировой тур,Feel Specialи&Twice

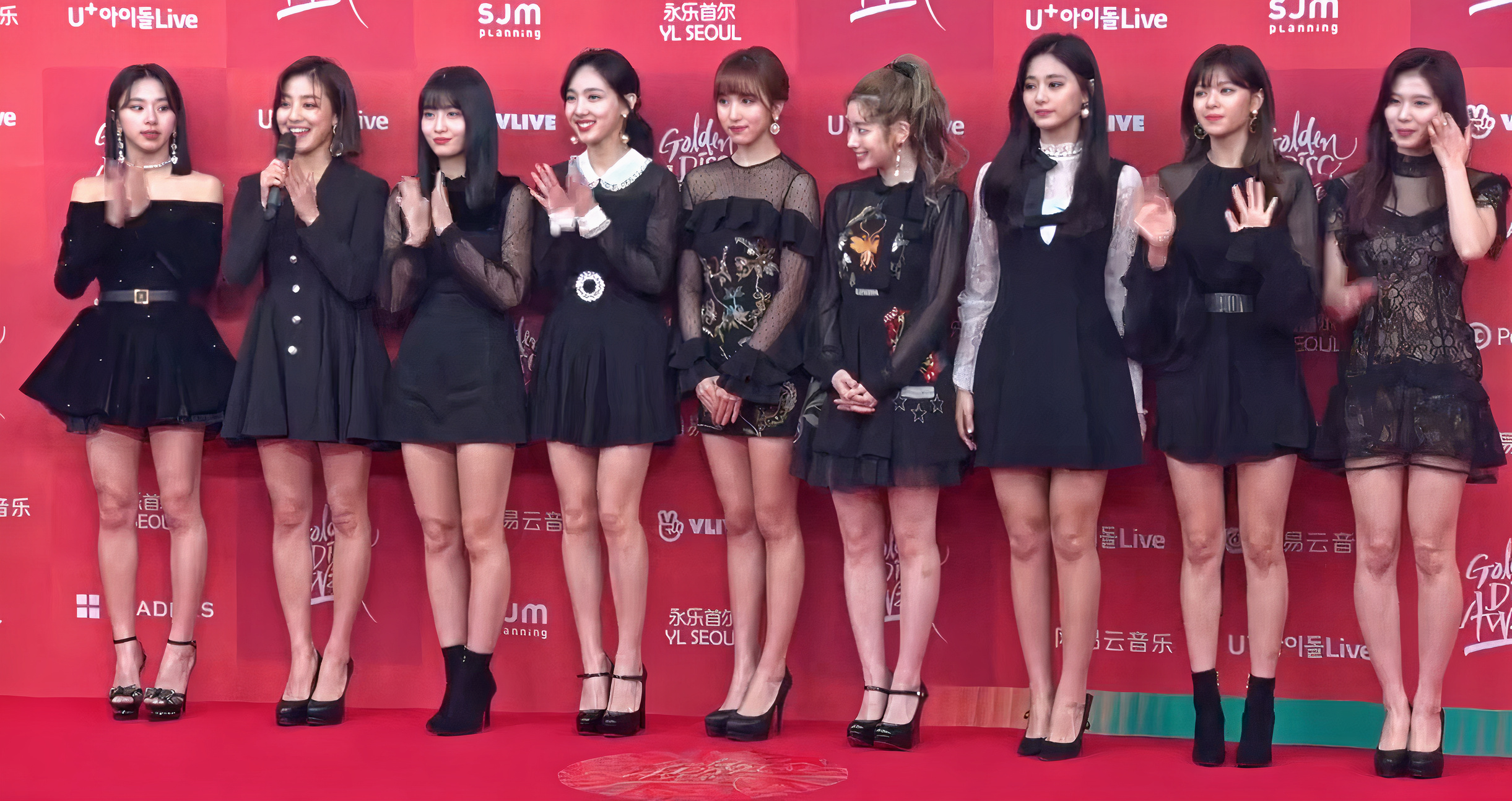
TWICE на премии «Golden Disk Awards», январь 2019 года

11 января 2019 года был представлен видеоклип на японскую версию сингла «Likey», отснятый вместе с оригиналом в октябре 2017 года. 6 марта был выпущен второй японский сборник хитов #TWICE2, куда вошли японские версии последних релизов группы («Likey», «Heart Shaker», «What Is Love?», «Dance The Night Away» и «Yes or Yes») вместе с корейскими оригиналами, а также музыкальные клипы на обе версии каждой песни. 22 апреля состоялся релиз седьмого мини-альбома Fancy You, клип был заранее отснят в феврале. 8 апреля был также анонсирован первый мировой тур TWICE WORLD TOUR 2019, в рамках которого группа впервые посетит Лос-Анджелес, Мехико, Ньюарк и Чикаго.
12 июня Twice выпустили синглы «Happy Happy» и «Breakthrough» в цифровом формате. 17 июля было добавлено двенадцать дополнительных японских концертов в рамках мирового тура. В тот же день «Happy Happy» был выпущен на физических носителях, а «Breakthrough» был выпущен через неделю, 24 июля. Оба сингла получили платиновые сертификаты RIAJ.
8 августа стало известно, что группа сняла новый видеоклип, и JYP Entertainment подтвердил, что Twice готовится к возвращению без установленной даты. 26 августа была принята окончательная дата к возвращению в конце сентября. 23 сентября группа выпустила свой восьмой мини-альбом Feel Special, вместе с музыкальным видео для ведущего сингла. Ведущий сингл занял второе место в рейтинге цифровых продаж песен Billboard, который ранее занял первое место в 2017 году с «Likey». 30 сентября Twice побили собственный рекорд продаж альбомов за первую неделю с Feel Special, ранее занимавшим рекорд Fancy You.
Twice выпустили свой второй японский студийный альбом &Twice 20 ноября. Его сингл «Fake & True» был предварительно выпущен в виде цифрового сингла 18 октября.
В 2019 году Twice продали более миллиона альбомов на Gaon, достигнув этого уровня третий год подряд. В Японии Twice превзошли рекордные продажи в 5 млрд. иен в 2019 году. Группа была самым продаваемым иностранным артистом и заняла четвёртое место в общем рейтинге в категории «Продажи артистов» в 52-м ежегодном рейтинге Oricon. На Billboard Japan Twice заняли пятое место в категории «Лучший артист» в рейтинге на конец 2019 года. Они входили в пятерку лучших в течение трех лет подряд. Группа также стала пятой по количеству стримов Spotify в стране.

### 2020: Продвижение в США, сотрудничество с K/DA, переиздание&Twice,More & MoreиEyes Wide Open
Twice выпустили переиздание &Twice 5 февраля 2020 года, добавив новую песню под названием «Swing» вместе с новой версией музыкального клипа «Fake & True» под названием «The Truth Game». 3 и 4 марта группа выступила Tokyo Dome, в рамках мирового тура. Финальный концерт мирового тура TWICELIGHTS должен был состоятся в Сеуле 7 и 8 марта в KSPO Dome, но был отменён из-за распространения новой коронавирусной инфекции. 24 февраля было объявлено что группа подписала контракт с лейблом Republic Records для продвижения группы в США в рамках партнёрства с JYP Entertainment.
10 апреля стало известно что группа вместе с Youtube выпускает документальный сериал «Twice: Seize the Light» на площадке Youtube Originals, который, в частности покажет закулисье мирового тура TWICELIGHTS. Серия будет включать восемь серий, премьера состоялась 29 апреля. 24 апреля телекомпания JTBC представила две разные версии тематической песни своего логотипа, которые были исполнены Twice и Crush, соответственно, в рамках их реорганизации. 4 мая стало известно, что название девятого мини-альбома группы — More & More, с одноимённым ведущим синглом. Он был выпущен 1 июня. 6 мая JYP Entertainment объявил, что группа выпустит свой шестой японский сингл «Fanfare» 8 июля. По данным музыкального чарта Gaon, группа продала свыше 550 тысяч копий альбома, что сделало его не только самым продаваемым альбомом группы, но и самым продаваемым альбомом женской группы в Южной Корее за 20 лет. Альбом вошёл в Billboard 200, дебютировав на 200 месте, и Twice стали четвёртой южнокорейской группой попавший в чарт, после Girls' Generation, 2NE1 и Blackpink. Группа также вошла в чарт Billboard Artist 100, впервые дебютировав под номером 96. 21 августа была выпущена английская версия «More & More».
Второй корейский студийный альбом группы, Eyes Wide Open, был выпущен 26 октября с заглавным синглом «I Can’t Stop Me».
16 октября Riot Games подтвердили, что K/DA и Twice будут сотрудничать. K/DA выпустили официальный список будущего альбома с участием Twice на грядущем треке «I’m Show You». Представитель Riot Games также подтвердил, что только четыре участницы группы появятся и исполнят песню: Наён, Сана, Джихё и Чхэён. 6 ноября K/DA официально выпустили свой мини-альбом All Out.
16 ноября был выпущен седьмой японский сингл «Better». 30 ноября была выпущена английская версия «I Can’t Stop Me», и в тот же день на шоу Стефана Колберта состоялось дебютное выступление группы на американском телевидении. 18 декабря был выпущен предрелизный сингл «Cry For Me».

### 2021—2022: Текущая деятельность и международное продвижение, четвёртый мировой тур «III»
28 января 2021 года Twice выступили на специальном мероприятии Time в честь 100 самых влиятельных людей в мире, и исполнили композицию «Depend On You» с альбома Eyes Wide Open. 6 марта группа провела первый японский онлайн-концерт Twice in Wonderland в партнёрстве с NTT docomo с использованием технологий смешанной и дополненной реальности. В тот же день был анонсирован восьмой японский сингл «Kura Kura». Он был выпущен в формате цифрового сингла 20 апреля, релиз на компакт-дисках состоялся 12 мая. 28 апреля они выступили на «Шоу Келли Кларксон» с «Cry For Me».
11 июня был выпущен десятый корейский мини-альбом Taste of Love, релиз сингла «Alcohol-Free» вместе с видеоклипом состоялся 9 июня. Пластинка дебютировала в топ-10 Billboard 200, что стало лучшим результатом среди мини-альбомов для корейских женских групп, и вторым лучшим результатом среди корейских женских групп за всё время. 28 июля был выпущен третий японский студийный альбом Perfect World. В него вошли 10 треков, включая одноимённый заглавный трек и три ранее выпущенныйх синглов: «Fanfare», «Better» и «Kura Kura».
1 октября был выпущен первый англоязычный цифровой сингл под названием «The Feels». В конце видео-клипа на «The Feels» были анонсированы их третий корейский студийный альбом и четвёртый мировой тур. 11 октября «The Feels» дебютировал на 83 строчке чарта Billboard Hot 100, что стало первым появлением коллектива в данном чарте. Песня также попала в UK Singles Chart, где достигла 80-й строчки. Третий корейский студийный альбом группы Formula of Love: O+T=<3 был выпущен 12 ноября с заглавным синглом «Scientist». Альбом достиг 3-го места в Billboard 200, побив рекорд их предыдущего релиза, Taste of Love.
15 ноября группа объявила пять первых дат тура по Северной Америке в рамках своего четвёртого мирового турне «III». Тур стартовал в Сеуле 25 декабря. 3 декабря Twice выпустили свой девятый японский сингл «Doughnut» с сопровождающим его музыкальным видео.

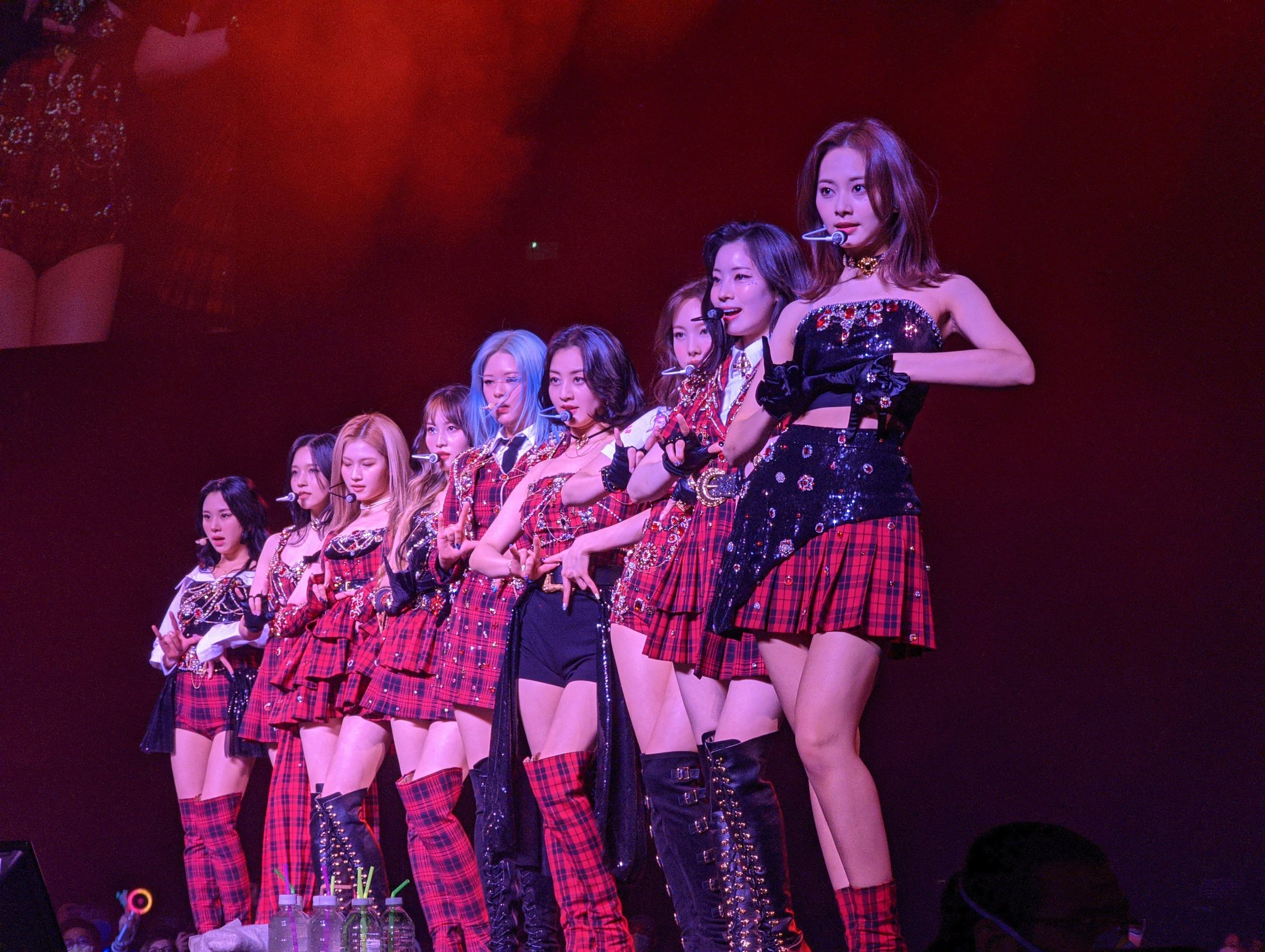
Twice выступают в the Forum в Инглвуде, Калифорния. 15 февраля 2022 года.

После успешного завершения семидневного этапа мирового тура «III» в США, завершившегося 27 февраля 2022 года, Twice стали первой женской группой K-pop, которая провела два отдельных тура по крупнейшему музыкальному рынку мира для аудитории около 100 000 человек. Первоначально была объявлена только одна дата для Лос-Анджелеса и Нью-Йорка, но вторые концерты были быстро добавлены в оба добавленных города из-за высокого спроса после аншлага. После успеха своего тура по США Twice объявили о энкор-концерте на стадионе Banc of California в Лос-Анджелесе, что сделало их первой женской K-pop группой, которая возглавила концерт на стадионе в Соединённых Штатах. Первоначально объявив только одну дату — 14 мая, группа решила провести дополнительное выступление 15 мая из-за большого спроса. Кроме того, группа планировала провести свой двухдневный концерт в Токио Доум в Японии 23 и 24 апреля, но, поскольку билеты были распроданы одновременно с продажей на открытии, они добавили выступление 25-го числа. Проведя три аншлаговых концерта в Токио Доум, Twice стали первой женской K-pop группой и второй женской группой в целом (после AKB48), проведшей трехдневный концерт в данном стадионе.

### 2022—2024: Продление контракта и пятый мировой тур «Ready To Be»
12 июля все участницы Twice продлили свои контракты с JYP Entertainment. Четвёртый японский студийный альбом группы, Celebrate, был выпущен 27 июля в ознаменование пятой годовщины их дебюта в Японии. 26 августа Twice выпустили одиннадцатый корейский мини-альбом, Between 1&2 и заглавный сингл «Talk That Talk». Between 1&2 стал первым альбомом Twice, проданным тиражом в один миллион копий, а к концу года общий объём продаж альбомов группы превысил 14 миллионов копий.
20 января 2023 года Twice выпустили пре-релизный англоязычный сингл «Moonlight Sunrise», перед их двенадцатым корейским мини-альбомом Ready to Be. Мини-альбом и его главный сингл «Set Me Free» были выпущены 10 марта. Всего на Ready to Be было оформлено 1,7 миллиона предварительных заказов, и он стал самым продаваемым альбомом Twice на сегодняшний день.
Группа начала свой пятый мировой тур «Ready to Be» с двухдневного концерта в Сеуле 15-16 апреля. 31 мая Twice выпустили десятый японский сингл «Hare Hare», созданный для их первых стадионных концертов в Японии. С четырьмя аншлаговыми концертами на стадионах Нагаи и Адзиномото, Twice стали первой женской K-pop группой, давшей концерт на стадионе в Японии. Североамериканская часть мирового тура «Ready to Be» завершилась 9 июля и включала аншлаговые концерты на стадионах SoFi и MetLife, что сделало их первой женской K-pop группой, давшей концерты на данных стадионах. 12 декабря они выпустили сингл «Dance Again», который также прозвучал в их телевизионной рекламе для FamilyMart в Японии.
2 февраля 2024 года Twice выпустили сингл «I Got You». Эта песня стала пре-релизным синглом с тринадцатого корейского мини-альбома With YOU-th, который вышел 23 февраля вместе с ведущим синглом «One Spark». 17 июля группа выпустила свой пятый японский студийный альбом Dive. В том же месяце они завершили мировой тур «Ready to Be» серией специальных концертов в Японии, став первыми иностранными исполнительницами, возглавившими концерт на стадионе Ниссан. Этот тур стал для них самым масштабным на сегодняшний день: 51 концерт в 27 городах Азии, Северной Америки, Южной Америки, Океании и Европы, а общее количество зрителей составило 1,5 миллиона человек.
20 октября Twice провели фан-встречу под названием «Home 9round» в честь девятой годовщины своего дебюта. Во время мероприятия они исполнили неизданный трек «Sweetest Obsession» и анонсировали свой четырнадцатый мини-альбом Strategy, который вышел 6 декабря. 25 октября Twice исполнили ремикс на песню Megan Thee Stallion «Mamushi». В свою очередь, Megan Thee Stallion приняла участие в записи главного сингла Strategy «Strategy». 21 ноября Twice стали первыми K-pop исполнителями, возглавившими Amazon Music Live, собрав наибольшее количество уникальных зрителей среди всех когда-либо созданных Amazon Music проектов как на Twitch, так и на Prime Video. 16 декабря группа выпустила «The Wish», свой второй сингл, показанный в рекламе FamilyMart.

### 2025-настоящее время:This Is For
В апреле 2025 года Twice открыли все шесть концертов мирового тура Coldplay Music of the Spheres в Сеуле в качестве специального гостя. Они также присоединились к Coldplay на сцене, чтобы исполнить новую версию «We Pray», которая была выпущена 17 апреля. 14 мая Twice выпустили свой пятый японский сборник #Twice5. 11 июля они выпустили свой четвёртый корейский студийный альбом This Is For и его одноимённый главный сингл. В поддержку альбома группа отправилась в мировой тур This Is For с двухдневным концертом в Инчхоне 19-20 июля. 2 августа Twice стали первой женской K-pop группой, возглавившей музыкальный фестиваль Lollapalooza в Чикаго. Они собираются выпустить свой шестой японский студийный альбом Enemy 27 августа. Документальный фильм, посвященный десятилетию их дебюта, «Twice: One in a Million», выйдет в кинотеатрах по всему миру в октябре.

## Рекламные контракты

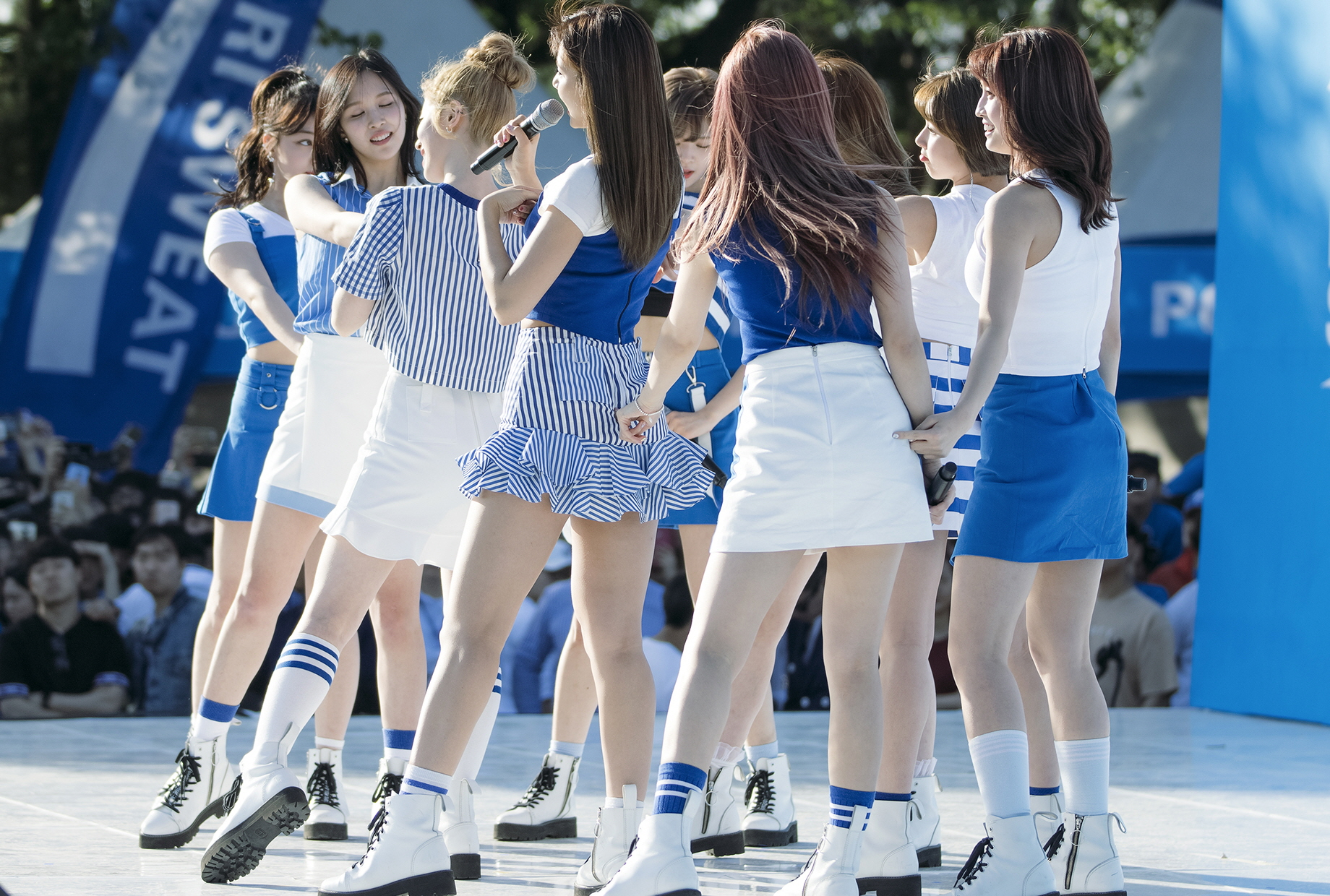
Twice на мероприятии Pocari Sweat, май 2017 года

В 2015 году, ещё до своего официального дебюта Twice заключили эксклюзивные контракты со Skoolooks вместе с основателем JYP Пак Чин Ёном. К концу того же года число рекламных контрактов группы достигло десяти, а общий заработок составил 1,8 миллиарда южнокорейских вон. К февралю 2016 года у них был один из самых быстрых ростов в рекламной индустрии как группы, за шесть месяцев заработок составлял уже 200 миллионов, а за год — 300.
Twice являются одними из представителей Lotte Duty Free. Они также сотрудничали с обувной фирмой Spris и создали собственный обувной тренд «Twice by Spris». В начале 2017 года Twice стали рекламными лицами популярного японского напитка Pocari Sweat в честь его 30-летия. За первую половину года компания заработала 100 миллиардов вон, что превышает прошлогодний заработок на 10 %. По итогам 2017 года Twice имеют около 30 различных рекламных контрактов с брендами одежды, косметики, еды, онлайн и мобильных игр, а также кредитных карт.
Первая японская реклама Twice для Ymobile вышла 2 февраля 2018 года.
В 2019 году Twice стали представителями Estee Lauder из Южной Кореи.

## Участницы
| Сценический псевдоним | Сценический псевдоним | Настоящее имя    | Настоящее имя                | Дата рождения | Позиция в группе                                       |
| Основной              | Другой                | На русском       | Корейский/японский/китайский | Дата рождения | Позиция в группе                                       |
| --------------------- | --------------------- | ---------------- | ---------------------------- | ------------- | ------------------------------------------------------ |
| Чихё                  | Jihyo                 | Пак Чихё         | 박지효                       | 01.02.1997    | Лидер, главная вокалистка                              |
| Наён                  | Nayeon                | Им Наён          | 임나연                       | 22.09.1995    | Ведущая вокалистка, ведущий танцор, центр, лицо группы |
| Чонён                 | Jeongyeon             | Ю Чонён          | 유정연                       | 01.11.1996    | Ведущая вокалистка                                     |
| Момо                  | Momo                  | Хираи Момо       | 平井 もも                    | 09.11.1996    | Главный танцор, саб-вокалистка, саб-рэпер              |
| Сана                  | Sana                  | Минатодзаки Сана | 湊崎 紗夏                    | 29.12.1996    | Саб-вокалистка                                         |
| Мина                  | Mina                  | Мёи Мина         | 名井 南                      | 24.03.1997    | Главный танцор, саб-вокалистка                         |
| Дахён                 | Dahyun                | Ким Дахён        | 김다현                       | 28.05.1998    | Ведущий рэпер, саб-вокалистка                          |
| Чхэён                 | Chaeyoung             | Сон Чхэён        | 손채영                       | 23.04.1999    | Главный рэпер, саб-вокалистка                          |
| Цзыюй                 | Tzuyu                 | Чжоу Цзыюй       | кит. трад. 周子瑜            | 14.06.1999    | Ведущий танцор, саб-вокалистка, вижуал, маннэ          |

## Дискография
| Корейские альбомы Студийные альбомы Twicetagram (2017) Eyes Wide Open (2020) Formula of Love: O+T = <3 (2021) Мини-альбомы The Story Begins (2015) Page Two (2016) TWICEcoaster: Lane 1 (2016) TWICEcoaster: Lane 2 (2017) Signal (2017) Merry & Happy (2017) What Is Love? (2018) Summer Nights (2018) Yes or Yes (2018) Fancy You (2019) Feel Special (2019) More & More (2020) Taste of Love (2021) Between 1&2 (2022) Ready to Be (2023) With YOU-th (2024) | Японские альбомы Студийные альбомы BDZ (2018) &Twice (2019) Perfect World (2021) Celebrate (2022) Dive (2024) |  |

## Концерты и туры

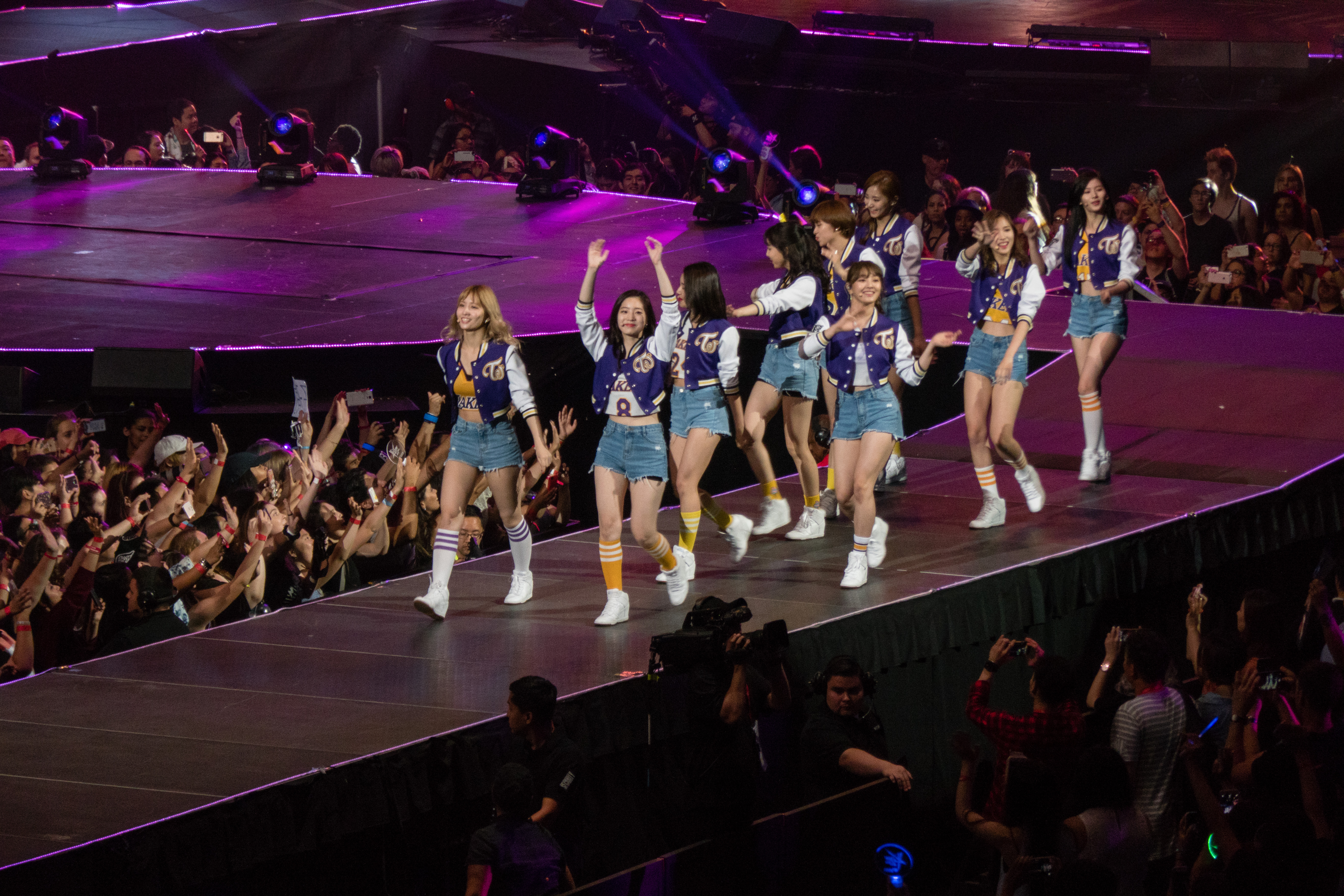
Twice на фестивале корейской музыки KCON в Лос-Анджелесе, июль 2016 года

### Хэдлайнеры (туры)
- Twice 1st Tour: Twiceland The Opening (2017)
- Twice Debut Showcase «Touchdown in Japan» (2017)
- Twice Showcase Live Tour 2018 «Candy Pop» (2018)
- Twice 2nd Tour: Twiceland Zone 2 – Fantasy Park (2018)
- Twice 1st Arena Tour 2018 «BDZ» (2018)
- Twice Dome Tour 2019 «#Dreamday» (2019)
- Twice World Tour «Twicelights» (2019—2020)
- Twice 4th World Tour «III» (2021—2022)
- Ready To Be World Tour (2023—2024)
- This Is For World Tour (2025)

### Онлайн концерты
- Twice: World in a Day (2020)
- Twice in Wonderland (2021)

## Фильмография
| Год  |   | Русское название | Оригинальное название | Роль              |
| ---- | - | ---------------- | --------------------- | ----------------- |
| 2018 | ф | TWICELAND        | TWICELAND             | В роли самих себя |

| \| Год \| Название \| \| ------- \| --------------------------------------------------- \| \| 2015 \| Шестнадцать (англ. Sixteen) \| \| 2015 \| Twice TV \| \| 2015 \| Twice TV2 \| \| 2016 \| Личная жизнь Twice \| \| 2016 \| Начало Twice TV \| \| 2016 \| Прекрасные Twice \| \| 2016 \| Twice TV: Великое приключение клуба школьных обедов \| \| 2016 \| Позитивные Twice \| \| 2016 \| Twice TV3 \| \| 2016 \| Twice TV4 \| \| 2016 \| Twice TV Special \| \| 2016-17 \| Twice TV: Проект мелодия \| \| 2017 \| Twice TV5: Twice в Швейцарии \| \| 2017 \| Twice TV6 \| \| 2017 \| Twice: Потерянное время \| \| 2018 \| Twice TV 2018 \| \| 2018 \| Twice TV: What Is Love \| \| 2018 \| Twice TV: Dance The Night Away \| \| 2018 \| Twice TV: Yes or Yes \| \| 2018 \| Twice TV: The Best Thing I Ever Did \| \| 2019 \| Twice TV: Fancy You \| \| 2019 \| Twice на Гавайях \| \| 2019 \| Twice TV: Feel Special \| \| 2019 \| Twice TV: Twice Classic \| \| 2020 \| Time To Twice \| \| 2020 \| Twice: Seize the Light \| \| 2020 \| Finding Twice’s MBTI \| \| 2020 \| Time To Twice: Караоке-батл \| \| 2020 \| Twice TV: More & More \| \| 2020 \| Time To Twice: Большой побег \| \| 2020 \| Time To Twice: Лечебный кемпинг \| \| 2020 \| Time To Twice: Старшая школа Тидонгов \| \| 2020 \| Twice TV: I Can’t Stop Me \| \| 2020 \| Time To Twice: Место преступления \| \| 2020 \| Twice TV: MAMA 2020 \| \| 2021 \| Time To Twice: Новый год с Twice \| \| 2021 \| Time To Twice: Twice и шоколадная фабрика \| \| 2021 \| Time To Twice: TDOONG Entertainment 2-й сезон \| \| 2021 \| Time To Twice: Да или Нет \| | - Page Two Monograph - 2017 Season’s Greetings - Twicecoaster: Lane 1 Monograph - Twice 1st Photo Book «One in a Million» - Twice Super Event - Twicezine: Jeju Island Edition - Signal Monograph - Twice Debut Showcase «Touchdown in Japan» - 2018 Season’s Greetings «First Love» - Twiceland — The Opening - Twicetagram Monograph - Merry & Happy Monograph - Twiceland — The Opening (Encore) - Once Begins Twice Fanmeeting - 2019 Japan Season’s Greetings «Twice Airlines» - 2019 Season’s Greetings «The Roses» - Twiceland Zone 2: Fantasy Park - 2020 Japan Season’s Greetings «Illusion» - Twice Dome Tour 2019 «#Dreamday» in Tokyo Dome - Twicelight: Twice World Tour 2019 - 2021 Season’s Greetings «The Moment Forever» - 2021 Japan Season’s Greetings «On & Off» |  |
| Год | Название |  |
| 2015 | Шестнадцать (англ. Sixteen) |  |
| 2015 | Twice TV |  |
| 2015 | Twice TV2 |  |
| 2016 | Личная жизнь Twice |  |
| 2016 | Начало Twice TV |  |
| 2016 | Прекрасные Twice |  |
| 2016 | Twice TV: Великое приключение клуба школьных обедов |  |
| 2016 | Позитивные Twice |  |
| 2016 | Twice TV3 |  |
| 2016 | Twice TV4 |  |
| 2016 | Twice TV Special |  |
| 2016-17 | Twice TV: Проект мелодия |  |
| 2017 | Twice TV5: Twice в Швейцарии |  |
| 2017 | Twice TV6 |  |
| 2017 | Twice: Потерянное время |  |
| 2018 | Twice TV 2018 |  |
| 2018 | Twice TV: What Is Love |  |
| 2018 | Twice TV: Dance The Night Away |  |
| 2018 | Twice TV: Yes or Yes |  |
| 2018 | Twice TV: The Best Thing I Ever Did |  |
| 2019 | Twice TV: Fancy You |  |
| 2019 | Twice на Гавайях |  |
| 2019 | Twice TV: Feel Special |  |
| 2019 | Twice TV: Twice Classic |  |
| 2020 | Time To Twice |  |
| 2020 | Twice: Seize the Light |  |
| 2020 | Finding Twice’s MBTI |  |
| 2020 | Time To Twice: Караоке-батл |  |
| 2020 | Twice TV: More & More |  |
| 2020 | Time To Twice: Большой побег |  |
| 2020 | Time To Twice: Лечебный кемпинг |  |
| 2020 | Time To Twice: Старшая школа Тидонгов |  |
| 2020 | Twice TV: I Can’t Stop Me |  |
| 2020 | Time To Twice: Место преступления |  |
| 2020 | Twice TV: MAMA 2020 |  |
| 2021 | Time To Twice: Новый год с Twice |  |
| 2021 | Time To Twice: Twice и шоколадная фабрика |  |
| 2021 | Time To Twice: TDOONG Entertainment 2-й сезон |  |
| 2021 | Time To Twice: Да или Нет |  |